# Dolní Lochov
Obec Dolní Lochov se nachází v okrese Jičín, Královéhradecký kraj. Žije zde 60 obyvatel.

## Historie
První písemná zmínka o obci pochází z roku 1385.

## Pamětihodnosti
- Přírodní památka Svatá Anna s barokní kaplí